# ستو ۶۵۴۸۹

نمایی از محل قرارگیری سیارک ستو ۶۵۴۸۹ در مدار – ۲۰۰۶

سیارک ۶۵۴۸۹ (به انگلیسی: 65489 Ceto، نامگذاری:2003FX128) شصت و پنج هزار و چهارصد و هشتاد و نهمین سیارک کشف شده‌است که در ۲۲ مارس ۲۰۰۳ کشف شد.